# حیدرآباد (کیار)
حیدرآباد یا عادل‌آباد، روستایی در دهستان ناغان، بخش ناغان، شهرستان کیار در استان چهارمحال و بختیاری است.

## جمعیت
بر پایه سرشماری عمومی نفوس و مسکن در سال ۱۳۹۵ جمعیت این روستا ۵۲۵ نفر (۱۴۹ خانوار) بوده‌است.